# Campeonato Ecuatoriano de Fútbol 1985
El Campeonato Ecuatoriano de Fútbol 1985, conocido oficialmente como «Campeonato Nacional de Fútbol 1985», fue la 27.ª edición del Campeonato nacional de fútbol profesional de la Primera División en Ecuador. El torneo fue organizado por la Federación Ecuatoriana de Fútbol. Hubo descenso a la Segunda División.
Barcelona se coronó campeón por octava vez en su historia.

## Sistema de juego
Se buscó un esquema simple, que obedeciera sobre todo a la nueva estructura del torneo, que en este año 1985 contó con 16 equipos en la Primera División.
Se resolvió jugar una primera etapa con partidos de ida y vuelta, bajo la modalidad de sistema de todos contra todos. Después de estos 30 partidos por equipo, los 8 mejores ubicados se clasificaron a la segunda etapa del campeonato —octagonal—. El último descendió de forma automática a la Segunda División de 1986.
Los 7 equipos que no llegaron al octagonal y el cuadro que descendió terminaron su participación al finalizar la primera etapa.

## Relevo anual de clubes
| Pos. | de la Primera División |
| ---- | ---------------------- |
| 1º   | Aucas                  |

| Pos. | de la Segunda División                                    |
| ---- | --------------------------------------------------------- |
| 1º   | Esmeraldas Petrolero                                      |
| 2.º  | Deportivo Cuenca (Ganador de la eliminatoria de Ascenso)  |
| 3.º  | Audaz Octubrino (2.º Lugar de la eliminatoria de Ascenso) |

## Datos de los clubes
| Equipo                | Ciudad                                                                    | Provincia                        |
| --------------------- | ------------------------------------------------------------------------- | -------------------------------- |
| América de Quito      | Quito                                                                     | Bandera de Pichincha Pichincha   |
| Audaz Octubrino       | Machala                                                                   | El Oro                           |
| Barcelona             | Guayaquil                                                                 | Guayas                           |
| Deportivo Cuenca      | Cuenca                                                                    | Azuay                            |
| Deportivo Quevedo     | Quevedo                                                                   | Los Ríos                         |
| Deportivo Quito       | Quito                                                                     | Bandera de Pichincha Pichincha   |
| El Nacional           | Quito                                                                     | Bandera de Pichincha Pichincha   |
| Emelec                | Guayaquil                                                                 | Guayas                           |
| Esmeraldas Petrolero  | [[Archivo:\|20x20px\|border\|Bandera de Esmeraldas (Ecuador)]] Esmeraldas | Bandera de Esmeraldas Esmeraldas |
| Filanbanco            | Guayaquil                                                                 | Guayas                           |
| Liga de Portoviejo    | Portoviejo                                                                | Manabí                           |
| Liga de Quito         | Quito                                                                     | Bandera de Pichincha Pichincha   |
| Manta Sport           | [[Archivo:\|20x20px\|border\|Bandera de Manta]] Manta                     | Manabí                           |
| Técnico Universitario | Ambato                                                                    | Tungurahua                       |
| Universidad Católica  | Quito                                                                     | Bandera de Pichincha Pichincha   |
| 9 de Octubre          | Guayaquil / Milagro                                                       | Guayas                           |

## Equipos por ubicación geográfica
| Provincia  | N.º | Equipos                                                                                   |
| ---------- | --- | ----------------------------------------------------------------------------------------- |
| Pichincha  | 5   | - América de Quito - Deportivo Quito - El Nacional - Liga de Quito - Universidad Católica |
| Guayas     | 4   | - Barcelona - Emelec - Filanbanco - 9 de Octubre                                          |
| Manabí     | 2   | - Liga de Portoviejo - Manta Sport                                                        |
| Azuay      | 1   | - Deportivo Cuenca                                                                        |
| El Oro     | 1   | - Audaz Octubrino                                                                         |
| Esmeraldas | 1   | - Esmeraldas Petrolero                                                                    |
| Los Ríos   | 1   | - Deportivo Quevedo                                                                       |
| Tungurahua | 1   | - Técnico Universitario                                                                   |

| Manta Sport Liga de Portoviejo Audaz Octubrino Barcelona Emelec Filanbanco 9 de Octubre Deportivo Quevedo Esmeraldas Petrolero Universidad Católica Liga de Quito El Nacional Deportivo Quito América de Quito Deportivo Cuenca Técnico Universitario |

## Primera etapa

### Partidos y resultados
| Fecha 1    | Fecha 1               | Fecha 1   | Fecha 1            |
| Fecha      | Equipo Local          | Resultado | Equipo Visitante   |
| ---------- | --------------------- | --------- | ------------------ |
| 6 de abril | Universidad Católica  | 3 - 1     | Liga de Portoviejo |
| 6 de abril | Técnico Universitario | 1 - 1     | Filanbanco         |
| 6 de abril | Deportivo Cuenca      | 1 - 1     | Deportivo Quito    |
| 6 de abril | Esmeraldas Petrolero  | 2 - 0     | Liga de Quito      |
| 6 de abril | 9 de Octubre          | 2 - 0     | América de Quito   |
| 7 de abril | El Nacional           | 3 - 2     | Deportivo Quevedo  |
| 7 de abril | Manta Sport           | 0 - 3     | Barcelona          |
| 7 de abril | Emelec                | 7 - 1     | Audaz Octubrino    |

| Fecha 2     | Fecha 2            | Fecha 2   | Fecha 2               |
| Fecha       | Equipo Local       | Resultado | Equipo Visitante      |
| ----------- | ------------------ | --------- | --------------------- |
| 13 de abril | Deportivo Quevedo  | 3 - 0     | Técnico Universitario |
| 14 de abril | Liga de Quito      | 3 - 2     | Manta Sport           |
| 14 de abril | América de Quito   | 0 - 1     | El Nacional           |
| 14 de abril | Deportivo Quito    | 2 - 3     | Emelec                |
| 14 de abril | Liga de Portoviejo | 0 - 0     | Esmeraldas Petrolero  |
| 14 de abril | Audaz Octubrino    | 0 - 1     | 9 de Octubre          |
| 14 de abril | Filanbanco         | 5 - 1     | Universidad Católica  |
| 14 de abril | Barcelona          | 1 - 0     | Deportivo Cuenca      |

| Fecha 3     | Fecha 3               | Fecha 3   | Fecha 3              |
| Fecha       | Equipo Local          | Resultado | Equipo Visitante     |
| ----------- | --------------------- | --------- | -------------------- |
| 20 de abril | Esmeraldas Petrolero  | 0 - 1     | Deportivo Quito      |
| 21 de abril | América de Quito      | 1 - 3     | Deportivo Quevedo    |
| 21 de abril | Liga de Quito         | 0 - 1     | Universidad Católica |
| 21 de abril | Deportivo Cuenca      | 2 - 2     | Filanbanco           |
| 21 de abril | Manta Sport           | 0 - 1     | Audaz Octubrino      |
| 21 de abril | Técnico Universitario | 0 - 5     | El Nacional          |
| 21 de abril | 9 de Octubre          | 2 - 0     | Liga de Portoviejo   |
| 21 de abril | Barcelona             | 1 - 0     | Emelec               |

| Fecha 4     | Fecha 4              | Fecha 4   | Fecha 4               |
| Fecha       | Equipo Local         | Resultado | Equipo Visitante      |
| ----------- | -------------------- | --------- | --------------------- |
| 28 de abril | Universidad Católica | 3 - 1     | 9 de Octubre          |
| 28 de abril | Deportivo Quito      | 2 - 1     | Técnico Universitario |
| 28 de abril | Liga de Portoviejo   | 1 - 0     | Liga de Quito         |
| 28 de abril | El Nacional          | 2 - 1     | Barcelona             |
| 28 de abril | Audaz Octubrino      | 2 - 0     | Esmeraldas Petrolero  |
| 28 de abril | Deportivo Quevedo    | 2 - 0     | Deportivo Cuenca      |
| 28 de abril | Filanbanco           | 5 - 1     | Manta Sport           |
| 28 de abril | Emelec               | 1 - 2     | América de Quito      |

| Fecha 5   | Fecha 5               | Fecha 5   | Fecha 5              |
| Fecha     | Equipo Local          | Resultado | Equipo Visitante     |
| --------- | --------------------- | --------- | -------------------- |
| 1 de mayo | América de Quito      | 2 - 2     | Deportivo Quito      |
| 1 de mayo | El Nacional           | 2 - 2     | Liga de Quito        |
| 1 de mayo | Esmeraldas Petrolero  | 1 - 0     | Deportivo Quevedo    |
| 1 de mayo | Manta Sport           | 0 - 2     | Emelec               |
| 1 de mayo | Técnico Universitario | 2 - 3     | Universidad Católica |
| 1 de mayo | Barcelona             | 3 - 2     | Liga de Portoviejo   |
| 1 de mayo | Deportivo Cuenca      | 4 - 1     | Audaz Octubrino      |
| 1 de mayo | 9 de Octubre          | 2 - 3     | Filanbanco           |

| Fecha 6   | Fecha 6              | Fecha 6   | Fecha 6               |
| Fecha     | Equipo Local         | Resultado | Equipo Visitante      |
| --------- | -------------------- | --------- | --------------------- |
| 5 de mayo | Universidad Católica | 5 - 1     | Deportivo Cuenca      |
| 5 de mayo | América de Quito     | 0 - 1     | Técnico Universitario |
| 5 de mayo | Liga de Quito        | 2 - 2     | Filanbanco            |
| 5 de mayo | Audaz Octubrino      | 0 - 1     | Barcelona             |
| 5 de mayo | Liga de Portoviejo   | 3 - 0     | Deportivo Quito       |
| 5 de mayo | Deportivo Quevedo    | 1 - 1     | Manta Sport           |
| 5 de mayo | 9 de Octubre         | 4 - 1     | El Nacional           |
| 5 de mayo | Emelec               | 1 - 0     | Esmeraldas Petrolero  |

| Fecha 7    | Fecha 7               | Fecha 7   | Fecha 7              |
| Fecha      | Equipo Local          | Resultado | Equipo Visitante     |
| ---------- | --------------------- | --------- | -------------------- |
| 11 de mayo | Manta Sport           | 1 - 0     | América de Quito     |
| 11 de mayo | Técnico Universitario | 2 - 0     | Liga de Portoviejo   |
| 11 de mayo | Deportivo Cuenca      | 3 - 1     | Emelec               |
| 11 de mayo | Esmeraldas Petrolero  | 3 - 1     | 9 de Octubre         |
| 11 de mayo | Liga de Quito         | 1 - 1     | Deportivo Quito      |
| 11 de mayo | El Nacional           | 3 - 0     | Audaz Octubrino      |
| 11 de mayo | Filanbanco            | 5 - 0     | Deportivo Quevedo    |
| 11 de mayo | Barcelona             | 1 - 0     | Universidad Católica |

| Fecha 8    | Fecha 8              | Fecha 8   | Fecha 8               |
| Fecha      | Equipo Local         | Resultado | Equipo Visitante      |
| ---------- | -------------------- | --------- | --------------------- |
| 19 de mayo | América de Quito     | 1 - 0     | Deportivo Cuenca      |
| 19 de mayo | Deportivo Quito      | 3 - 0     | Manta Sport           |
| 19 de mayo | Universidad Católica | 2 - 1     | Esmeraldas Petrolero  |
| 19 de mayo | Liga de Portoviejo   | 1 - 1     | Filanbanco            |
| 19 de mayo | Audaz Octubrino      | 1 - 1     | Técnico Universitario |
| 19 de mayo | Deportivo Quevedo    | 0 - 1     | Liga de Quito         |
| 19 de mayo | Emelec               | 1 - 1     | El Nacional           |
| 19 de mayo | 9 de Octubre         | 0 - 2     | Barcelona             |

| Fecha 9    | Fecha 9               | Fecha 9   | Fecha 9              |
| Fecha      | Equipo Local          | Resultado | Equipo Visitante     |
| ---------- | --------------------- | --------- | -------------------- |
| 25 de mayo | Deportivo Cuenca      | 2 - 1     | Liga de Portoviejo   |
| 25 de mayo | Técnico Universitario | 2 - 1     | Emelec               |
| 25 de mayo | Esmeraldas Petrolero  | 1 - 0     | América de Quito     |
| 26 de mayo | El Nacional           | 0 - 0     | Universidad Católica |
| 26 de mayo | Liga de Quito         | 5 - 2     | Audaz Octubrino      |
| 26 de mayo | Barcelona             | 1 - 1     | Deportivo Quevedo    |
| 26 de mayo | Manta Sport           | 0 - 0     | 9 de Octubre         |
| 26 de mayo | Filanbanco            | 3 - 0     | Deportivo Quito      |

| Fecha 10   | Fecha 10          | Fecha 10  | Fecha 10              |
| Fecha      | Equipo Local      | Resultado | Equipo Visitante      |
| ---------- | ----------------- | --------- | --------------------- |
| 2 de junio | Manta Sport       | 2 - 1     | Esmeraldas Petrolero  |
| 2 de junio | América de Quito  | 0 - 1     | Liga de Quito         |
| 2 de junio | El Nacional       | 5 - 2     | Deportivo Cuenca      |
| 2 de junio | Deportivo Quito   | 1 - 0     | Barcelona             |
| 2 de junio | Deportivo Quevedo | 1 - 1     | Liga de Portoviejo    |
| 2 de junio | Audaz Octubrino   | 1 - 1     | Universidad Católica  |
| 2 de junio | 9 de Octubre      | 2 - 0     | Técnico Universitario |
| 2 de junio | Emelec            | 1 - 3     | Filanbanco            |

| Fecha 11   | Fecha 11              | Fecha 11  | Fecha 11          |
| Fecha      | Equipo Local          | Resultado | Equipo Visitante  |
| ---------- | --------------------- | --------- | ----------------- |
| 5 de junio | Esmeraldas Petrolero  | 3 - 0     | El Nacional       |
| 5 de junio | Liga de Portoviejo    | 2 - 1     | Emelec            |
| 5 de junio | Técnico Universitario | 1 - 2     | Manta Sport       |
| 5 de junio | Deportivo Cuenca      | 2 - 1     | 9 de Octubre      |
| 5 de junio | Deportivo Quito       | 1 - 0     | Deportivo Quevedo |
| 5 de junio | Filanbanco            | 5 - 0     | Audaz Octubrino   |
| 5 de junio | Universidad Católica  | 0 - 0     | América de Quito  |
| 5 de junio | Barcelona             | 1 - 0     | Liga de Quito     |

| Fecha 12   | Fecha 12             | Fecha 12  | Fecha 12              |
| Fecha      | Equipo Local         | Resultado | Equipo Visitante      |
| ---------- | -------------------- | --------- | --------------------- |
| 8 de junio | Universidad Católica | 0 - 0     | Deportivo Quevedo     |
| 8 de junio | Liga de Quito        | 3 - 1     | Técnico Universitario |
| 8 de junio | Deportivo Cuenca     | 3 - 0     | Esmeraldas Petrolero  |
| 9 de junio | El Nacional          | 0 - 1     | Deportivo Quito       |
| 9 de junio | Manta Sport          | 1 - 2     | Liga de Portoviejo    |
| 9 de junio | Audaz Octubrino      | 3 - 1     | América de Quito      |
| 9 de junio | Emelec               | 0 - 1     | 9 de Octubre          |
| 9 de junio | Barcelona            | 1 - 0     | Filanbanco            |

| Fecha 13    | Fecha 13              | Fecha 13  | Fecha 13             |
| Fecha       | Equipo Local          | Resultado | Equipo Visitante     |
| ----------- | --------------------- | --------- | -------------------- |
| 15 de junio | América de Quito      | 0 - 1     | Filanbanco           |
| 15 de junio | Técnico Universitario | 0 - 1     | Deportivo Cuenca     |
| 15 de junio | Esmeraldas Petrolero  | 0 - 1     | Barcelona            |
| 16 de junio | Manta Sport           | 1 - 2     | Universidad Católica |
| 16 de junio | El Nacional           | 6 - 2     | Liga de Portoviejo   |
| 16 de junio | Deportivo Quevedo     | 3 - 2     | Audaz Octubrino      |
| 16 de junio | 9 de Octubre          | 2 - 4     | Deportivo Quito      |
| 16 de junio | Emelec                | 5 - 1     | Liga de Quito        |

| Fecha 14     | Fecha 14              | Fecha 14  | Fecha 14             |
| Fecha        | Equipo Local          | Resultado | Equipo Visitante     |
| ------------ | --------------------- | --------- | -------------------- |
| 22 de junio  | Universidad Católica  | 0 - 3     | Deportivo Quito      |
| 22 de junio  | Técnico Universitario | 2 - 1     | Esmeraldas Petrolero |
| 22 de junio  | Deportivo Cuenca      | 1 - 0     | Manta Sport          |
| 23 de junio  | Barcelona             | 5 - 0     | América de Quito     |
| 23 de junio  | Liga de Portoviejo    | 3 - 1     | Audaz Octubrino      |
| 23 de junio  | Deportivo Quevedo     | 0 - 1     | Emelec               |
| 14 de agosto | Liga de Quito         | 1 - 0     | 9 de Octubre         |
| 14 de agosto | Filanbanco            | 2 - 2     | El Nacional          |

| Fecha 15    | Fecha 15             | Fecha 15  | Fecha 15              |
| Fecha       | Equipo Local         | Resultado | Equipo Visitante      |
| ----------- | -------------------- | --------- | --------------------- |
| 29 de junio | Esmeraldas Petrolero | 4 - 0     | Filanbanco            |
| 29 de junio | Universidad Católica | 3 - 1     | Emelec                |
| 29 de junio | Liga de Quito        | 3 - 2     | Deportivo Cuenca      |
| 30 de junio | El Nacional          | 7 - 1     | Manta Sport           |
| 30 de junio | Liga de Portoviejo   | 1 - 0     | América de Quito      |
| 30 de junio | Audaz Octubrino      | 2 - 1     | Deportivo Quito       |
| 30 de junio | Barcelona            | 3 - 1     | Técnico Universitario |
| 30 de junio | 9 de Octubre         | 5 - 0     | Deportivo Quevedo     |

| Fecha 16     | Fecha 16           | Fecha 16  | Fecha 16              |
| Fecha        | Equipo Local       | Resultado | Equipo Visitante      |
| ------------ | ------------------ | --------- | --------------------- |
| 6 de julio   | Audaz Octubrino    | 1 - 2     | Emelec                |
| 6 de julio   | Liga de Portoviejo | 1 - 0     | Universidad Católica  |
| 7 de julio   | Barcelona          | 3 - 1     | Manta Sport           |
| 7 de julio   | Liga de Quito      | 1 - 2     | Esmeraldas Petrolero  |
| 7 de julio   | Filanbanco         | 2 - 0     | Técnico Universitario |
| 7 de julio   | Deportivo Quito    | 3 - 2     | Deportivo Cuenca      |
| 21 de agosto | Deportivo Quevedo  | 1 - 0     | El Nacional           |
| 21 de agosto | América de Quito   | 0 - 0     | 9 de Octubre          |

| Fecha 17     | Fecha 17              | Fecha 17  | Fecha 17           |
| Fecha        | Equipo Local          | Resultado | Equipo Visitante   |
| ------------ | --------------------- | --------- | ------------------ |
| 10 de julio  | Esmeraldas Petrolero  | 3 - 1     | Liga de Portoviejo |
| 10 de julio  | Manta Sport           | 1 - 0     | Liga de Quito      |
| 10 de julio  | Técnico Universitario | 0 - 0     | Deportivo Quevedo  |
| 10 de julio  | Universidad Católica  | 1 - 2     | Filanbanco         |
| 10 de julio  | Deportivo Cuenca      | 0 - 1     | Barcelona          |
| 10 de julio  | Emelec                | 3 - 2     | Deportivo Quito    |
| 28 de agosto | El Nacional           | 3 - 2     | América de Quito   |
| 29 de agosto | 9 de Octubre          | 1 - 0     | Audaz Octubrino    |

| Fecha 18        | Fecha 18             | Fecha 18  | Fecha 18              |
| Fecha           | Equipo Local         | Resultado | Equipo Visitante      |
| --------------- | -------------------- | --------- | --------------------- |
| 20 de julio     | Universidad Católica | 1 - 2     | Liga de Quito         |
| 20 de julio     | Deportivo Quito      | 0 - 1     | Esmeraldas Petrolero  |
| 21 de julio     | Audaz Octubrino      | 1 - 0     | Manta Sport           |
| 21 de julio     | Deportivo Quevedo    | 0 - 1     | América de Quito      |
| 21 de julio     | Filanbanco           | 3 - 0     | Deportivo Cuenca      |
| 21 de julio     | Emelec               | 0 - 0     | Barcelona             |
| 4 de septiembre | El Nacional          | 2 - 1     | Técnico Universitario |
| 4 de septiembre | Liga de Portoviejo   | 2 - 1     | 9 de Octubre          |

| Fecha 19         | Fecha 19              | Fecha 19  | Fecha 19             |
| Fecha            | Equipo Local          | Resultado | Equipo Visitante     |
| ---------------- | --------------------- | --------- | -------------------- |
| 24 de julio      | Esmeraldas Petrolero  | 1 - 0     | Audaz Octubrino      |
| 24 de julio      | Manta Sport           | 0 - 0     | Filanbanco           |
| 24 de julio      | Técnico Universitario | 2 - 1     | Deportivo Quito      |
| 24 de julio      | América de Quito      | 0 - 0     | Emelec               |
| 24 de julio      | Liga de Quito         | 3 - 2     | Liga de Portoviejo   |
| 24 de julio      | Deportivo Cuenca      | 0 - 0     | Deportivo Quevedo    |
| 24 de julio      | 9 de Octubre          | 2 - 2     | Universidad Católica |
| 18 de septiembre | Barcelona             | 0 - 0     | El Nacional          |

| Fecha 20         | Fecha 20             | Fecha 20  | Fecha 20              |
| Fecha            | Equipo Local         | Resultado | Equipo Visitante      |
| ---------------- | -------------------- | --------- | --------------------- |
| 27 de julio      | Universidad Católica | 2 - 2     | Técnico Universitario |
| 27 de julio      | Deportivo Quito      | 2 - 0     | América de Quito      |
| 28 de julio      | Liga de Portoviejo   | 1 - 1     | Barcelona             |
| 28 de julio      | Deportivo Quevedo    | 1 - 0     | Esmeraldas Petrolero  |
| 28 de julio      | Audaz Octubrino      | 1 - 0     | Deportivo Cuenca      |
| 28 de julio      | Emelec               | 3 - 1     | Manta Sport           |
| 28 de julio      | Filanbanco           | 0 - 0     | 9 de Octubre          |
| 25 de septiembre | Liga de Quito        | 5 - 3     | El Nacional           |

| Fecha 21         | Fecha 21              | Fecha 21  | Fecha 21             |
| Fecha            | Equipo Local          | Resultado | Equipo Visitante     |
| ---------------- | --------------------- | --------- | -------------------- |
| 3 de agosto      | Deportivo Cuenca      | 2 - 1     | Universidad Católica |
| 3 de agosto      | Técnico Universitario | 0 - 1     | América de Quito     |
| 3 de agosto      | Deportivo Quito       | 8 - 1     | Liga de Portoviejo   |
| 3 de agosto      | Esmeraldas Petrolero  | 3 - 1     | Emelec               |
| 4 de agosto      | Manta Sport           | 1 - 2     | Deportivo Quevedo    |
| 4 de agosto      | Filanbanco            | 3 - 2     | Liga de Quito        |
| 4 de agosto      | Barcelona             | 2 - 0     | Audaz Octubrino      |
| 11 de septiembre | El Nacional           | 1 - 2     | 9 de Octubre         |

| Fecha 22    | Fecha 22             | Fecha 22  | Fecha 22              |
| Fecha       | Equipo Local         | Resultado | Equipo Visitante      |
| ----------- | -------------------- | --------- | --------------------- |
| 7 de agosto | 9 de Octubre         | 0 - 0     | Esmeraldas Petrolero  |
| 7 de agosto | Audaz Octubrino      | 3 - 1     | El Nacional           |
| 7 de agosto | Deportivo Quevedo    | 2 - 1     | Filanbanco            |
| 7 de agosto | América de Quito     | 0 - 0     | Manta Sport           |
| 7 de agosto | Universidad Católica | 2 - 1     | Barcelona             |
| 7 de agosto | Deportivo Quito      | 3 - 2     | Liga de Quito         |
| 7 de agosto | Liga de Portoviejo   | 1 - 0     | Técnico Universitario |
| 7 de agosto | Emelec               | 2 - 1     | Deportivo Cuenca      |

| Fecha 23     | Fecha 23              | Fecha 23  | Fecha 23             |
| Fecha        | Equipo Local          | Resultado | Equipo Visitante     |
| ------------ | --------------------- | --------- | -------------------- |
| 10 de agosto | Deportivo Cuenca      | 3 - 0     | América de Quito     |
| 10 de agosto | Técnico Universitario | 5 - 0     | Audaz Octubrino      |
| 10 de agosto | Liga de Quito         | 2 - 1     | Deportivo Quevedo    |
| 10 de agosto | El Nacional           | 6 - 2     | Emelec               |
| 10 de agosto | Esmeraldas Petrolero  | 0 - 0     | Universidad Católica |
| 11 de agosto | Manta Sport           | 1 - 1     | Deportivo Quito      |
| 11 de agosto | Filanbanco            | 2 - 0     | Liga de Portoviejo   |
| 11 de agosto | Barcelona             | 0 - 0     | 9 de Octubre         |

| Fecha 24     | Fecha 24             | Fecha 24  | Fecha 24              |
| Fecha        | Equipo Local         | Resultado | Equipo Visitante      |
| ------------ | -------------------- | --------- | --------------------- |
| 17 de agosto | América de Quito     | 1 - 1     | Esmeraldas Petrolero  |
| 17 de agosto | Universidad Católica | 1 - 3     | El Nacional           |
| 17 de agosto | Deportivo Quito      | 0 - 0     | Filanbanco            |
| 18 de agosto | Deportivo Quevedo    | 0 - 0     | Barcelona             |
| 18 de agosto | Liga de Portoviejo   | 1 - 0     | Deportivo Cuenca      |
| 18 de agosto | Audaz Octubrino      | 2 - 1     | Liga de Quito         |
| 18 de agosto | 9 de Octubre         | 3 - 2     | Manta Sport           |
| 18 de agosto | Emelec               | 2 - 1     | Técnico Universitario |

| Fecha 25     | Fecha 25              | Fecha 25  | Fecha 25          |
| Fecha        | Equipo Local          | Resultado | Equipo Visitante  |
| ------------ | --------------------- | --------- | ----------------- |
| 24 de agosto | Esmeraldas Petrolero  | 2 - 0     | Manta Sport       |
| 24 de agosto | Técnico Universitario | 0 - 1     | 9 de Octubre      |
| 24 de agosto | Liga de Quito         | 1 - 1     | América de Quito  |
| 24 de agosto | Universidad Católica  | 6 - 0     | Audaz Octubrino   |
| 25 de agosto | Deportivo Cuenca      | 2 - 1     | El Nacional       |
| 25 de agosto | Liga de Portoviejo    | 3 - 0     | Deportivo Quevedo |
| 25 de agosto | Filanbanco            | 1 - 0     | Emelec            |
| 25 de agosto | Barcelona             | 1 - 1     | Deportivo Quito   |

| Fecha 26        | Fecha 26          | Fecha 26  | Fecha 26              |
| Fecha           | Equipo Local      | Resultado | Equipo Visitante      |
| --------------- | ----------------- | --------- | --------------------- |
| 31 de agosto    | América de Quito  | 0 - 0     | Universidad Católica  |
| 31 de agosto    | El Nacional       | 6 - 1     | Esmeraldas Petrolero  |
| 31 de agosto    | Liga de Quito     | 4 - 1     | Barcelona             |
| 1 de septiembre | Audaz Octubrino   | 2 - 3     | Filanbanco            |
| 1 de septiembre | Manta Sport       | 0 - 0     | Técnico Universitario |
| 1 de septiembre | Deportivo Quevedo | 0 - 0     | Deportivo Quito       |
| 1 de septiembre | 9 de Octubre      | 2 - 1     | Deportivo Cuenca      |
| 1 de septiembre | Emelec            | 2 - 5     | Liga de Portoviejo    |

| Fecha 27        | Fecha 27              | Fecha 27  | Fecha 27             |
| Fecha           | Equipo Local          | Resultado | Equipo Visitante     |
| --------------- | --------------------- | --------- | -------------------- |
| 7 de septiembre | Esmeraldas Petrolero  | 3 - 2     | Deportivo Cuenca     |
| 7 de septiembre | Técnico Universitario | 1 - 0     | Liga de Quito        |
| 8 de septiembre | América de Quito      | 1 - 1     | Audaz Octubrino      |
| 8 de septiembre | Deportivo Quito       | 2 - 1     | El Nacional          |
| 8 de septiembre | Deportivo Quevedo     | 1 - 1     | Universidad Católica |
| 8 de septiembre | Liga de Portoviejo    | 1 - 0     | Manta Sport          |
| 8 de septiembre | 9 de Octubre          | 0 - 0     | Emelec               |
| 8 de septiembre | Filanbanco            | 3 - 1     | Barcelona            |

| Fecha 28         | Fecha 28             | Fecha 28  | Fecha 28              |
| Fecha            | Equipo Local         | Resultado | Equipo Visitante      |
| ---------------- | -------------------- | --------- | --------------------- |
| 15 de septiembre | Deportivo Cuenca     | 0 - 1     | Técnico Universitario |
| 15 de septiembre | Universidad Católica | 3 - 1     | Manta Sport           |
| 15 de septiembre | Liga de Quito        | 2 - 0     | Emelec                |
| 15 de septiembre | Deportivo Quito      | 1 - 1     | 9 de Octubre          |
| 15 de septiembre | Audaz Octubrino      | 2 - 0     | Deportivo Quevedo     |
| 15 de septiembre | Liga de Portoviejo   | 0 - 0     | El Nacional           |
| 15 de septiembre | Filanbanco           | 3 - 1     | América de Quito      |
| 15 de septiembre | Barcelona            | 0 - 0     | Esmeraldas Petrolero  |

| Fecha 29         | Fecha 29             | Fecha 29  | Fecha 29              |
| Fecha            | Equipo Local         | Resultado | Equipo Visitante      |
| ---------------- | -------------------- | --------- | --------------------- |
| 21 de septiembre | Esmeraldas Petrolero | 1 - 0     | Técnico Universitario |
| 22 de septiembre | El Nacional          | 3 - 2     | Filanbanco            |
| 22 de septiembre | América de Quito     | 1 - 1     | Barcelona             |
| 22 de septiembre | Manta Sport          | 4 - 1     | Deportivo Cuenca      |
| 22 de septiembre | Deportivo Quito      | 1 - 1     | Universidad Católica  |
| 22 de septiembre | Audaz Octubrino      | 0 - 1     | Liga de Portoviejo    |
| 22 de septiembre | Emelec               | 0 - 0     | Deportivo Quevedo     |
| 22 de septiembre | 9 de Octubre         | 1 - 1     | Liga de Quito         |

| Fecha 30         | Fecha 30              | Fecha 30  | Fecha 30             |
| Fecha            | Equipo Local          | Resultado | Equipo Visitante     |
| ---------------- | --------------------- | --------- | -------------------- |
| 29 de septiembre | América de Quito      | 2 - 2     | Liga de Portoviejo   |
| 29 de septiembre | Filanbanco            | 2 - 1     | Esmeraldas Petrolero |
| 29 de septiembre | Deportivo Quito       | 5 - 2     | Audaz Octubrino      |
| 29 de septiembre | Emelec                | 0 - 1     | Universidad Católica |
| 29 de septiembre | Manta Sport           | 2 - 2     | El Nacional          |
| 29 de septiembre | Deportivo Cuenca      | 2 - 3     | Liga de Quito        |
| 29 de septiembre | Deportivo Quevedo     | 0 - 0     | 9 de Octubre         |
| 29 de septiembre | Técnico Universitario | 0 - 2     | Barcelona            |

### Tabla de posiciones
|  |  |     | Equipo                | PJ | PG | PE | PP | GF | GC | DG  | PTS |
|  |  | --- | --------------------- | -- | -- | -- | -- | -- | -- | --- | --- |
|  |  | 1.  | Filanbanco            | 30 | 18 | 8  | 8  | 65 | 31 | +34 | 44  |
|  |  | 2.  | Barcelona             | 30 | 16 | 9  | 5  | 39 | 20 | +19 | 41  |
|  |  | 3.  | Deportivo Quito       | 30 | 14 | 9  | 7  | 53 | 36 | +17 | 37  |
|  |  | 4.  | El Nacional           | 30 | 14 | 7  | 9  | 70 | 47 | +23 | 35  |
|  |  | 5.  | Universidad Católica  | 30 | 12 | 10 | 8  | 46 | 36 | +10 | 34  |
|  |  | 6.  | 9 de Octubre          | 30 | 12 | 10 | 8  | 38 | 29 | +9  | 34  |
|  |  | 7.  | Liga de Portoviejo    | 30 | 14 | 6  | 10 | 42 | 42 | -3  | 34  |
|  |  | 8.  | Esmeraldas Petrolero  | 30 | 14 | 5  | 11 | 36 | 30 | +6  | 33  |
|  |  | 9.  | Liga de Quito         | 30 | 14 | 5  | 11 | 52 | 46 | +6  | 33  |
|  |  | 10. | Emelec                | 30 | 11 | 5  | 14 | 43 | 46 | -3  | 27  |
|  |  | 11. | Deportivo Quevedo     | 30 | 8  | 11 | 11 | 24 | 34 | -10 | 27  |
|  |  | 12. | Deportivo Cuenca      | 30 | 10 | 3  | 17 | 40 | 50 | -10 | 23  |
|  |  | 13. | Técnico Universitario | 30 | 8  | 5  | 17 | 28 | 43 | -15 | 21  |
|  |  | 14. | Audaz Octubrino       | 30 | 9  | 3  | 18 | 32 | 65 | -33 | 21  |
|  |  | 15. | América de Quito      | 30 | 4  | 11 | 15 | 18 | 40 | -22 | 19  |
|  |  | 16. | Manta Sport           | 30 | 5  | 7  | 18 | 26 | 54 | -28 | 17  |

PJ = Partidos jugados; PG = Partidos ganados; PE = Partidos empatados; PP = Partidos perdidos; GF = Goles a favor; GC = Goles en contra; DG = Diferencia de gol; PTS = Puntos
|  | Clasificaron al Octagonal final. |
|  | Descendió a la Segunda División. |

## Octagonal final

### Partidos y resultados
| Fecha 1       | Fecha 1              | Fecha 1   | Fecha 1              |
| Fecha         | Equipo Local         | Resultado | Equipo Visitante     |
| ------------- | -------------------- | --------- | -------------------- |
| 5 de octubre  | 9 de Octubre         | 3 - 1     | Deportivo Quito      |
| 6 de octubre  | Universidad Católica | 3 - 0     | Esmeraldas Petrolero |
| 6 de octubre  | Liga de Portoviejo   | 0 - 2     | Barcelona            |
| 16 de octubre | El Nacional          | 2 - 1     | Filanbanco           |

| Fecha 2       | Fecha 2              | Fecha 2   | Fecha 2              |
| Fecha         | Equipo Local         | Resultado | Equipo Visitante     |
| ------------- | -------------------- | --------- | -------------------- |
| 12 de octubre | Esmeraldas Petrolero | 1 - 1     | El Nacional          |
| 13 de octubre | Deportivo Quito      | 1 - 0     | Universidad Católica |
| 13 de octubre | Filanbanco           | 4 - 0     | Liga de Portoviejo   |
| 13 de octubre | Barcelona            | 1 - 0     | 9 de Octubre         |

| Fecha 3       | Fecha 3            | Fecha 3   | Fecha 3              |
| Fecha         | Equipo Local       | Resultado | Equipo Visitante     |
| ------------- | ------------------ | --------- | -------------------- |
| 20 de octubre | El Nacional        | 3 - 1     | 9 de Octubre         |
| 20 de octubre | Deportivo Quito    | 4 - 3     | Filanbanco           |
| 20 de octubre | Liga de Portoviejo | 1 - 3     | Universidad Católica |
| 20 de octubre | Barcelona          | 2 - 0     | Esmeraldas Petrolero |

| Fecha 4       | Fecha 4              | Fecha 4   | Fecha 4              |
| Fecha         | Equipo Local         | Resultado | Equipo Visitante     |
| ------------- | -------------------- | --------- | -------------------- |
| 27 de octubre | Esmeraldas Petrolero | 1 - 0     | Deportivo Quito      |
| 27 de octubre | El Nacional          | 1 - 1     | Universidad Católica |
| 27 de octubre | 9 de Octubre         | 0 - 0     | Liga de Portoviejo   |
| 27 de octubre | Filanbanco           | 0 - 2     | Barcelona            |

| Fecha 5       | Fecha 5              | Fecha 5   | Fecha 5              |
| Fecha         | Equipo Local         | Resultado | Equipo Visitante     |
| ------------- | -------------------- | --------- | -------------------- |
| 30 de octubre | Liga de Portoviejo   | 2 - 2     | El Nacional          |
| 30 de octubre | Universidad Católica | 3 - 0     | 9 de Octubre         |
| 30 de octubre | Deportivo Quito      | 2 - 1     | Barcelona            |
| 30 de octubre | Filanbanco           | 3 - 1     | Esmeraldas Petrolero |

| Fecha 6        | Fecha 6              | Fecha 6   | Fecha 6              |
| Fecha          | Equipo Local         | Resultado | Equipo Visitante     |
| -------------- | -------------------- | --------- | -------------------- |
| 3 de noviembre | Esmeraldas Petrolero | 6 - 0     | Liga de Portoviejo   |
| 3 de noviembre | El Nacional          | 2 - 3     | Deportivo Quito      |
| 3 de noviembre | 9 de Octubre         | 0 - 2     | Filanbanco           |
| 3 de noviembre | Barcelona            | 3 - 0     | Universidad Católica |

| Fecha 7         | Fecha 7              | Fecha 7   | Fecha 7              |
| Fecha           | Equipo Local         | Resultado | Equipo Visitante     |
| --------------- | -------------------- | --------- | -------------------- |
| 9 de noviembre  | Universidad Católica | 3 - 1     | Filanbanco           |
| 9 de noviembre  | El Nacional          | 0 - 1     | Barcelona            |
| 10 de noviembre | Liga de Portoviejo   | 1 - 2     | Deportivo Quito      |
| 10 de noviembre | 9 de Octubre         | 1 - 2     | Esmeraldas Petrolero |

| Fecha 8         | Fecha 8              | Fecha 8   | Fecha 8              |
| Fecha           | Equipo Local         | Resultado | Equipo Visitante     |
| --------------- | -------------------- | --------- | -------------------- |
| 16 de noviembre | Esmeraldas Petrolero | 3 - 1     | Universidad Católica |
| 17 de noviembre | Deportivo Quito      | 2 - 0     | 9 de Octubre         |
| 17 de noviembre | Filanbanco           | 1 - 0     | El Nacional          |
| 17 de noviembre | Barcelona            | 5 - 1     | Liga de Portoviejo   |

| Fecha 9         | Fecha 9              | Fecha 9   | Fecha 9              |
| Fecha           | Equipo Local         | Resultado | Equipo Visitante     |
| --------------- | -------------------- | --------- | -------------------- |
| 20 de noviembre | Liga de Portoviejo   | 0 - 6     | Filanbanco           |
| 20 de noviembre | El Nacional          | 3 - 0     | Esmeraldas Petrolero |
| 20 de noviembre | Universidad Católica | 2 - 4     | Deportivo Quito      |
| 20 de noviembre | 9 de Octubre         | 0 - 2     | Barcelona            |

| Fecha 10        | Fecha 10             | Fecha 10  | Fecha 10           |
| Fecha           | Equipo Local         | Resultado | Equipo Visitante   |
| --------------- | -------------------- | --------- | ------------------ |
| 23 de noviembre | Esmeraldas Petrolero | 0 - 0     | Barcelona          |
| 23 de noviembre | Universidad Católica | 3 - 0     | Liga de Portoviejo |
| 24 de noviembre | Filanbanco           | 1 - 0     | Deportivo Quito    |
| 24 de noviembre | 9 de Octubre         | 4 - 1     | El Nacional        |

| Fecha 11        | Fecha 11             | Fecha 11  | Fecha 11             |
| Fecha           | Equipo Local         | Resultado | Equipo Visitante     |
| --------------- | -------------------- | --------- | -------------------- |
| 30 de noviembre | Deportivo Quito      | 3 - 0     | Esmeraldas Petrolero |
| 30 de noviembre | Universidad Católica | 1 - 1     | El Nacional          |
| 1 de diciembre  | Liga de Portoviejo   | 1 - 1     | 9 de Octubre         |
| 1 de diciembre  | Barcelona            | 0 - 0     | Filanbanco           |

| Fecha 12       | Fecha 12             | Fecha 12  | Fecha 12             |
| Fecha          | Equipo Local         | Resultado | Equipo Visitante     |
| -------------- | -------------------- | --------- | -------------------- |
| 8 de diciembre | Esmeraldas Petrolero | 2 - 1     | Filanbanco           |
| 8 de diciembre | El Nacional          | 3 - 0     | Liga de Portoviejo   |
| 8 de diciembre | 9 de Octubre         | 2 - 1     | Universidad Católica |
| 8 de diciembre | Barcelona (C)        | 6 - 1     | Deportivo Quito      |

| Fecha 13        | Fecha 13             | Fecha 13  | Fecha 13             |
| Fecha           | Equipo Local         | Resultado | Equipo Visitante     |
| --------------- | -------------------- | --------- | -------------------- |
| 14 de diciembre | Universidad Católica | 1 - 2     | Barcelona            |
| 14 de diciembre | Deportivo Quito      | 3 - 2     | El Nacional          |
| 15 de diciembre | Liga de Portoviejo   | 1 - 3     | Esmeraldas Petrolero |
| 15 de diciembre | Filanbanco           | 4 - 0     | 9 de Octubre         |

| Fecha 14        | Fecha 14             | Fecha 14  | Fecha 14             |
| Fecha           | Equipo Local         | Resultado | Equipo Visitante     |
| --------------- | -------------------- | --------- | -------------------- |
| 21 de diciembre | Esmeraldas Petrolero | 3 - 1     | 9 de Octubre         |
| 22 de diciembre | Deportivo Quito      | 2 - 0     | Liga de Portoviejo   |
| 22 de diciembre | Filanbanco           | 5 - 1     | Universidad Católica |
| 22 de diciembre | Barcelona            | 2 - 0     | El Nacional          |

### Tabla de posiciones
|      |  |    | Equipo               | PJ | PG | PE | PP | GF | GC | DG  | PTS | PB |
| ---- |  | -- | -------------------- | -- | -- | -- | -- | -- | -- | --- | --- | -- |
| (C)  |  | 1. | Barcelona            | 14 | 11 | 2  | 1  | 29 | 5  | +24 | 26  | 2  |
| (SC) |  | 2. | Deportivo Quito      | 14 | 10 | 0  | 4  | 28 | 22 | +6  | 21  | 1  |
|      |  | 3. | Filanbanco           | 14 | 8  | 1  | 5  | 32 | 15 | +17 | 20  | 3  |
|      |  | 4. | Esmeraldas Petrolero | 14 | 7  | 2  | 5  | 22 | 20 | +2  | 16  |    |
|      |  | 5. | El Nacional          | 14 | 4  | 4  | 6  | 21 | 21 | 0   | 12  |    |
|      |  | 6. | Universidad Católica | 14 | 5  | 2  | 7  | 23 | 24 | -1  | 12  |    |
|      |  | 7. | 9 de Octubre         | 14 | 3  | 2  | 9  | 13 | 26 | -13 | 8   |    |
|      |  | 8. | Liga de Portoviejo   | 14 | 0  | 3  | 11 | 7  | 42 | -35 | 3   |    |

PJ = Partidos jugados; PG = Partidos ganados; PE = Partidos empatados; PP = Partidos perdidos; GF = Goles a favor; GC = Goles en contra; DG = Diferencia de gol; PTS = Puntos; PB = Puntos de bonificación
| (C)  | Campeón, clasificó a la Copa Libertadores 1986.    |
| (SC) | Subcampeón, clasificó a la Copa Libertadores 1986. |

### Campeón
|                                            |
|                                            |
| Campeón Barcelona Sporting Club 8.º título |

## Goleadores
| Jugador                   | Equipo               | Goles |
| ------------------------- | -------------------- | ----- |
| Juan Carlos de Lima       | Universidad Católica | 24    |
| Alexander "Guga" da Silva | Esmeraldas Petrolero | 24    |
| Jesús Cárdenas            | Emelec               | 20    |
| Eduardo Emilio Vilarete   | Deportivo Quito      | 19    |
| Dardo Pérez               | Deportivo Quito      | 18    |
| José Villafuerte          | El Nacional          | 18    |